# Meridiano 111 oeste
El meridiano 111 oeste de Greenwich es una línea de longitud que se extiende desde el Polo Norte atravesando el Océano Ártico, América del Norte, el Océano Pacífico, el Océano Antártico y la Antártida hasta el Polo Sur.
El meridiano 111 oeste forma un gran círculo con el meridiano 69 este.
Comenzando en el Polo Norte y dirigiéndose hacia el Polo Sur, el meridiano 111 oeste pasa a través de:
| Coordenadas                         | País, territorio o mar | Notas |
| ----------------------------------- | ---------------------- | --- |
| 90°0′N 111°0′O / 90.000, -111.000   | Océano Ártico          | |
| 78°42′N 111°0′O / 78.700, -111.000  | Canadá                 | Territorios del Noroeste - Isla Borden |
| 78°22′N 111°0′O / 78.367, -111.000  | Wilkins Strait         | |
| 78°6′N 111°0′O / 78.100, -111.000   | Canadá                 | Territorios del Noroeste - Isla Mackenzie King |
| 77°25′N 111°0′O / 77.417, -111.000  | Unnamed waterbody      | |
| 75°32′N 111°0′O / 75.533, -111.000  | Canadá                 | Territorios del Noroeste - Isla Melville |
| 74°37′N 111°0′O / 74.617, -111.000  | Canal de Parry         | Viscount Melville Sound |
| 72°25′N 111°0′O / 72.417, -111.000  | Canadá                 | Territorios del Noroeste - Isla Victoria Nunavut - Isla Victoria y Edinburgh Island                                                                                 |
| 68°28′N 111°0′O / 68.467, -111.000  | Golfo de la Coronación | |
| 67°53′N 111°0′O / 67.883, -111.000  | Canadá                 | Nunavut - Isla Hepburn y territorio continental Territorios del Noroeste - pasando a través del Gran Lago del Esclavo Alberta - pasando a través del Lago Athabasca |
| 49°0′N 111°0′O / 49.000, -111.000   | Estados Unidos         | Montana Wyoming Utah Arizona |
| 31°20′N 111°0′O / 31.333, -111.000  | México                 | Sonora |
| 27°58′N 111°0′O / 27.967, -111.000  | Golfo de California    | |
| 25°25′N 111°0′O / 25.417, -111.000  | México                 | Baja California Sur |
| 24°4′N 111°0′O / 24.067, -111.000   | Océano Pacífico        | |
| 18°50′N 111°0′O / 18.833, -111.000  | México                 | Isla Socorro en las Islas Revillagigedo, Colima |
| 18°44′N 111°0′O / 18.733, -111.000  | Océano Pacífico        | |
| 60°0′S 111°0′O / -60.000, -111.000  | Océano Antártico       | |
| 74°13′S 111°0′O / -74.217, -111.000 | Antártida              | Territorio no reclamado |